# Ель-Тахін
Ель-Тахін (ісп. El Tajín) — археологічна ділянка і доколумбове місто на півночі мексиканського узбережжя Мексиканської затоки. Місто Ель-Тахін було найважливішим поселенням класичної культури Веракрус і одним з найбільших міст Месоамерики класичного періоду. Сучасна археологічна ділянка розташована у штаті Веракрус, Мексика, більша частина в межах муніципалітету Папантла, а решта у муніципалітетах Коацінтла і Поса-Ріка.

## Назва
Назва tajín означає «місто грому» тотонакською мовою, що було одним з імен тотонакського бога грому, блискавки та дощу.

## Історія міста

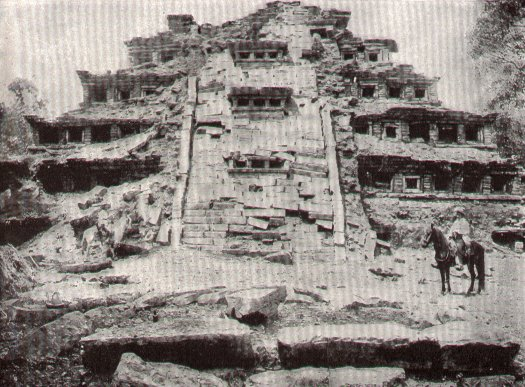
Піраміда Нішів до реставрації (фото 1913 р.). Сучасний вигляд піраміди можна побачити тут.

Хронологічні дослідження в Ель Тахіні та прилеглих місцях показують, що ця територія була окупована принаймні з 5600 р. до н. е., і показують, як кочові мисливці та збирачі врешті-решт стали осілими фермерами, будуючи більш складні суспільства до піднесення міста Ель-Тахін. Темпи цього розвитку суспільства стали швидшими з піднесенням сусідньої цивілізації ольмеків приблизно в 1150 році до нашої ери, хоча ольмеків ніколи не було тут у великій кількості. Хто побудував місто, незрозуміло. Деякі стверджують на користь Тотонаків і Ксапанека; однак існує значна кількість доказів того, що ця територія була населена уастеками на момент заснування поселення в 1 столітті нашої ери Монументальне будівництво почалося незабаром після цього, і до 600 року н. е. Ель-Тахін був містом . Швидке піднесення Ель Тахіна було зумовлено його стратегічним положенням вздовж старих мезоамериканських торгових шляхів. Вона контролювала потік товарів, як експорту, наприклад ванілі, так і імпорту з інших місць на території нинішньої Мексики та Центральної Америки.  

З 600 по 1200 рік нашої ери Ель-Тахін був процвітаючим містом, яке зрештою контролювало більшу частину нинішнього сучасного штату Веракрус. Місто-держава була дуже централізованою, у самому місті проживало понад п'ятдесят національностей. Більшість населення жила на пагорбах, що оточували головне місто, і місто отримувало більшість своїх продуктів харчування з районів Теколутла, Наутла та Казонес. Ці поля виробляли не тільки основні продукти, такі як кукурудза та боби, але й предмети розкоші, такі як какао. На одній із панелей Піраміди ніш зображено церемонію, яка проходить біля какао-дерева. Релігія була заснована на русі планет, зірок, Сонця і Місяця, а месоамериканська гра у м'яч і пульке мали надзвичайно важливе значення. Це призвело до будівництва багатьох пірамід із храмами та сімнадцятьма майданчиками для гри, більше ніж будь-яке інше місце в Мезоамериці. Приблизно в цей час місто почало мати великий вплив, що найкраще можна побачити на сусідньому місці Йохуалічан, будівлі якого показують типи ніш, які визначають Ель-Таджін. Свідчення впливу міста можна побачити вздовж узбережжя затоки Веракрус до регіону Мая та високогірного плато центральної Мексики.
Наприкінці класичного періоду Ель-Тахін пережив широкомасштабний соціальний колапс, міграції та руйнування, які змусили покинути багато населених пунктів наприкінці цього періоду. Ель-Тахін досяг свого піку після падіння Теотіуакана і зберіг багато культурних рис, успадкованих від цієї цивілізації. Він досяг свого апогею в епі-класиці (900—1100 рр. н. е.), перш ніж зазнати руйнувань і вторгнення джунглів.
Ель-Тахін процвітав до перших років 13-го століття, коли його знищила пожежа, імовірно через вторгнення чичимеків. Тотонаки заснували сусіднє поселення Папантла після падіння Ель-Тахіна. Ель-Тахін залишився в джунглях і залишався вкритим і мовчазним протягом понад 500 років. Хоча місто було повністю вкрите джунглями від його загибелі до 19 століття, малоймовірно, що корінні народи повністю втратили знання про це місце. Археологічні дані показують, що на момент прибуття іспанців тут існувало село, і тотонаки завжди вважали цей район священним. Проте жодних з європейців не має жодних записів про це місце до кінця 18 століття.

## Історія його повторного відкриття

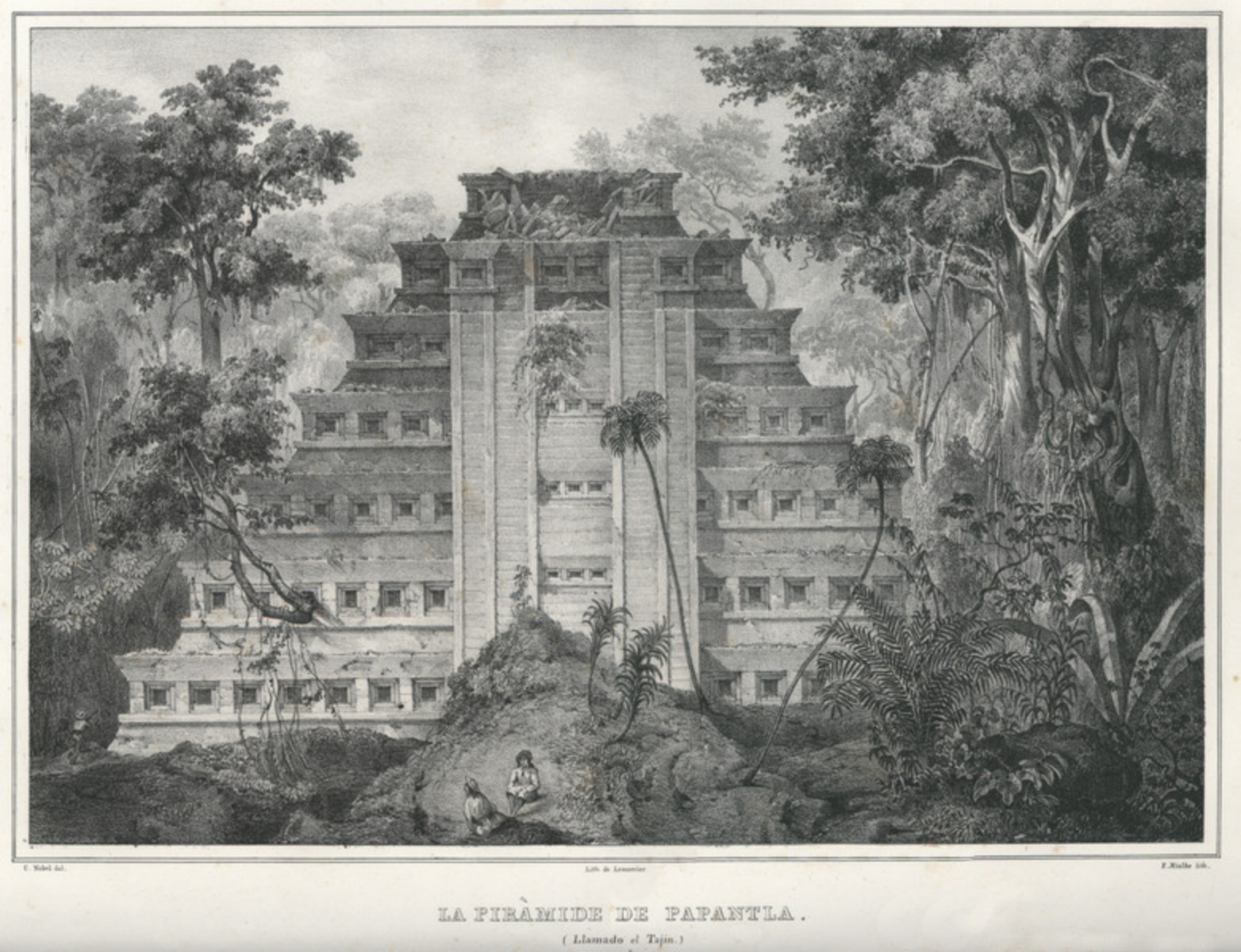
Один із малюнків Карла Небеля «Піраміда Ніш».

У 1785 році чиновник на ім'я Дієго Руїс натрапив на Піраміду Ніш, шукаючи підпільні тютюнові насадження, що порушують королівську монополію в цій ізольованій місцевості, яку влада рідко відвідує. Він зробив креслення піраміди і повідомив про свою знахідку виданню під назвою Gaceta de Mexico. Він стверджував, що тубільці тримали це місце в таємниці. Публікація про існування піраміди вплинула на академічні кола Нової Іспанії та Європи, привернувши увагу антикварів Хосе Антоніо де Альзате-і-Рамірес і Сіріако Гоназлеса Карвахаля, які писали про це. Це також викликало інтерес кількох вчених, які порівнювали піраміду з конструкціями Стародавнього Риму. Далі піраміду популяризували італієць П'єтро Маркес в Європі та Олександр фон Гумбольдт.
З моменту відкриття європейцями це місце приваблювало відвідувачів протягом двох століть. Німецький архітектор Карл Небель відвідав це місце в 1831 році і був першим, хто графічно та описав детально описав піраміду Ніш, а також прилеглі руїни Мапілки та Тузапана. Він також був першим, хто припустив, що піраміда була частиною більшого міста. Його малюнки та описи були опубліковані в книзі під назвою Voyage pittoresque et archéologique, виданій у Парижі в 1836 році.
Ель-Тахін був внесений до списку Всесвітньої спадщини в 1992 році через його історичне значення, архітектуру та інженерію. «Його архітектура, яка є унікальною для Мезоамерики, характеризується витонченими різьбленими рельєфами на колонах і фризах. „Піраміда ніш“, шедевр стародавньої мексиканської та американської архітектури, розкриває астрономічне та символічне значення будівель». Цей сайт є одним з найважливіших у Мексиці та найважливішим у штаті Веракрус.

## Піраміда ніш

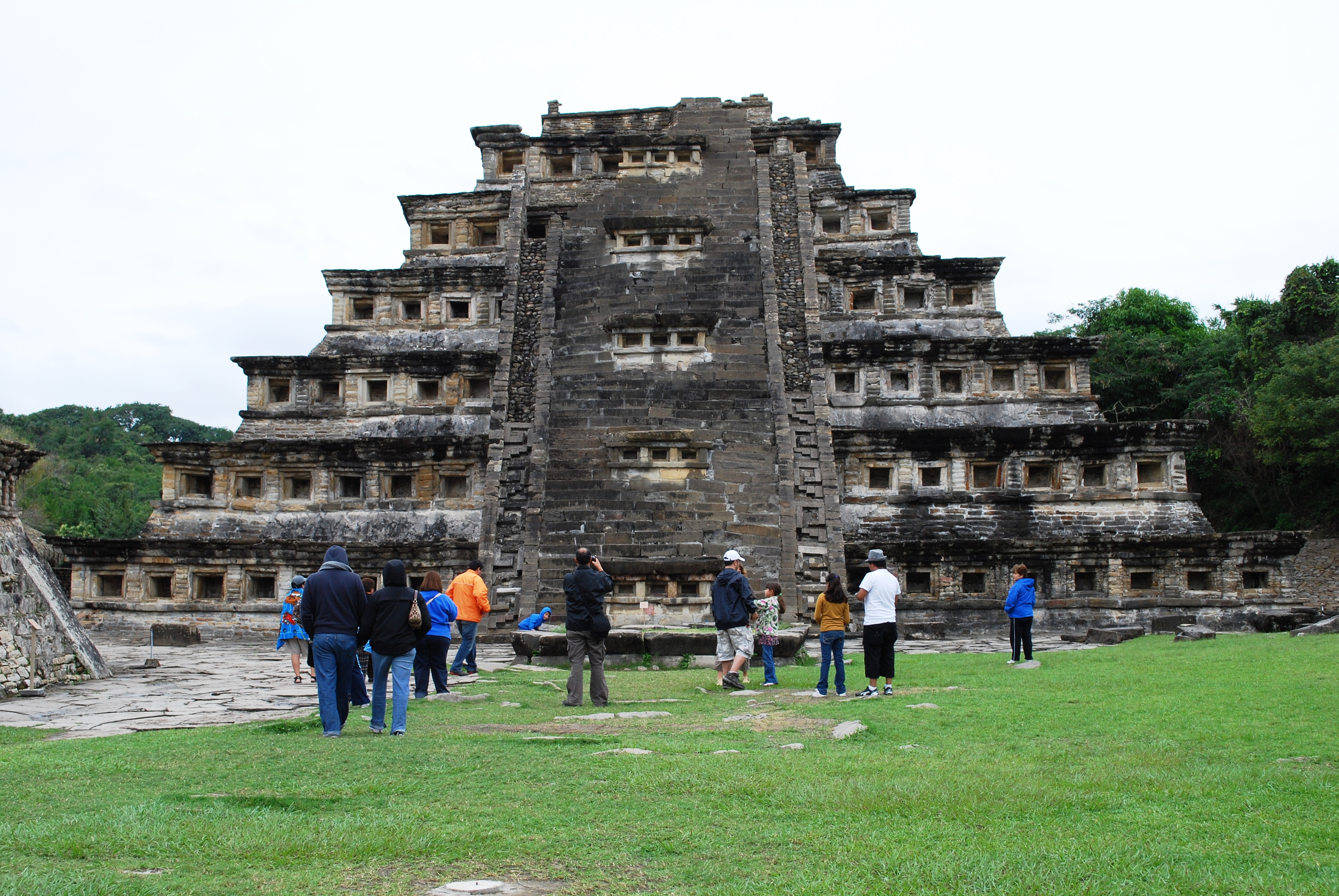
Піраміда ніш

Ця піраміда має ряд назв, включаючи Ель-Таджін, Піраміду Папантли, Піраміду семи оповідань і Храм Ніш. Він став центром уваги сайту через його незвичайний дизайн та гарний стан. З цієї піраміди було знайдено велику кількість скульптур. Будівля в основному побудована з ретельно вирізаних і оброблених плит, найбільший з яких важить близько восьми метричних тонн. Камені, особливо навколо ніш, з'єднуються між собою, тому потрібна мінімальна кількість вапняного та земляного розчину. Спочатку конструкція була покрита штукатуркою, яка служила основою для фарби.
Піраміда має сім поверхів. Кожен з них складається з похилій базової стіни, яка називається талуд, і вертикальної стіни, яка називається таблеро, яка була досить поширена в Мезоамериці. Що незвичайне в цій та інших конструкціях міста, так це додавання декоративних ніш з верхньою частиною, укритою тим, що Хосе Гарсія Пайон назвав «літаючим карнизом», трикутним звисом. Камені розташовані в контрольованих лініях і в тонких пропорціях. Спочатку конструкція була пофарбована в темно-червоний колір з чорними нішами, призначеними для поглиблення тіней від заглиблених ніш. Ніші також знайдені під сходами вздовж східної сторони, що вказує на те, що сходи були пізнішими. Всього ніш на початковій споруді, не враховуючи тих на пізніх сходах, 365, сонячний рік. На вершині піраміди були таблички, обрамлені гротескними зміями-драконами.
Ритуальна функція споруди не повністю календарно-обрядова. Глибокі ніші імітують печери, які довгий час вважалися проходами в підземний світ, де проживає багато богів. Печери, особливо з джерелами, вважалися священними на більшій частині Мексики, традиційними є підношення квітів і свічок. Ще в середині 20 століття на першому рівні цієї піраміди все ще можна було знайти залишки свічок з бджолиного воску. Існує поширена думка, що кожна ніша містила ідола або опудало, але археологічні дослідження виключили це. Найважливішою частиною споруди був храм, який був на вершині цієї піраміди; однак він повністю знищений, і мало що відомо про те, як він міг виглядати.